# Магид, Сергей Игнатьевич
Магид Сергей Игнатьевич (род. 24 мая 1940) — российский учёный-энергетик, специалист в области теплотехники и прикладной математики, доктор технических наук.
Заслуженный энергетик Российской Федерации (2012), автор ряда трудов и соавтор патента «Тренажер оператора котельной установки».
Заслуженный изобретатель Российской Федерации (2020), за многолетнюю плодотворную изобретательскую деятельность.

## Биография
Окончил Московский энергетический институт. 
Работая в тресте ОРГРЭС участвовал в пуске и освоении энергоблоков мощностью 150, 200, 250, 300, 800 МВт на электростанциях России, Украины, Белоруссии, Прибалтики и Казахстана.
В 1979 году по поручению руководства Минэнерго и  Мосэнерго начал заниматься разработкой и внедрением системы обучения и тренажеров для подготовки оперативного персонала тепловых электрических станций и сетевых предприятий.
Разработал методологию математического и программного моделирования энергообъектов для тренажеров оперативного персонала.  Итогом этих разработок стало создание и внедрение в 1984 году первого в России полномасштабного комплексного тренажера теплофикационного энергоблока мощностью 250 МВт на ТЭЦ-25 Мосэнерго.
В 1999 году защитил докторскую диссертацию на тему: «Научные, методические и технологические основы разработки тренажеров оперативного персонала энергетических установок».
В настоящее время руководит разработкой тренажеров для электростанций и сетевых предприятий России и Казахстана в ЗАО "Тренажеры электрических станций и сетей".
Директор департамента ЮНЕСКО/МЦОС TVET.
Главный редактор журнала «Надежность и безопасность энергетики». Опубликовал учебники "Теория и практика тренажеростроения для тепловых электрических станций" (Москва, Издательство МЭИ, 1998) и в соавторстве с другими авторами - "Моделирование энергетических систем" (Москва, Издательство "Апарт", 2002).